# Brote de mpox en España de 2022-2023
El  brote de mpox en España de 2022-2023 es parte del brote de viruela sísmica originado en África occidental del virus de la viruela del mono. El brote llegó a España el 18 de mayo de 2022.

## Historia

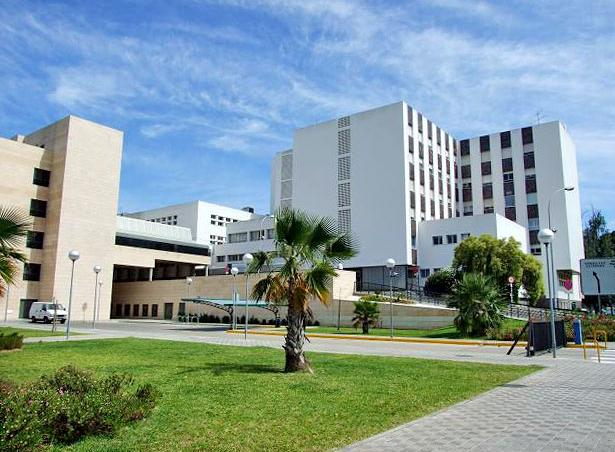
El Hospital Reina Sofía de Córdoba, dónde se produjo el segundo fallecimiento por viruela del mono.

El 18 de mayo de 2022, la Comunidad de Madrid notificó los primeros ocho casos sospechosos de viruela símica, y siete de ellos fueron confirmados por el Ministerio de Sanidad el 20 de mayo.
Entre el 23 y el 25 de mayo Sanidad notificó por separado los positivos a Orthopoxvirus (el género del virus causante de la viruela), que saltaron de 36 a 59, mientras que contabilizó en veinte los secuenciados y confirmados como viruela símica (es decir, la especie dentro del género Orthopoxvirus, que es Monkeypox virus). A partir del 26 de mayo confirma 84 positivos a Orthopoxvirus y los da por confirmados de viruela del mono.
El 30 de julio se producen las dos primeras muertes por viruela del mono: una en San Juan de Alicante y otra Córdoba, convirtiéndose en las dos primeras víctimas mortales de esta enfermedad en Europa.
El 19 de septiembre se certifica un tercer fallecimiento por viruela del mono en Madrid.

## Consecuencias

### Vacunación
España ya había vacunado a su población contra la viruela "convencional" entre los años 50 y los 70. Y, teniendo en cuenta que esta vacuna protege en un 80-85% contra la viruela del mono, existe un porcentaje amplio de población con cierto nivel de protección contra esta enfermedad.
El 9 de junio la Comisión de Salud Pública aprobó la vacunación contra la viruela del mono con la vacuna Imvanex (de Jynneos) que contiene vaccinia. Esta vacunación sería a baja escala, de tal forma que solo recibirán la vacuna los contactos directos de los infectados.
Más tarde la vacunación se habilitó para personas de "alto rieso" (hombres que tuvieran diversas parejas sexuales masculinas), siendo la Comunidad de Madrid y Cataluña las primeras en comenzar a vacunar.
El 19 de agosto, la EMA autoriza dividir en cinco cada dosis de la vacuna de viruela del mono, motivada por la escasez de unidades. Esto se debe a una investigación que determinó que se podía llegar una respuesta inmunitaria similar con una quinta parte de la sustancia si se aplica de forma subcutánea en lugar de intradérmica, como se hacía hasta entonces.

### Cierre de establecimientos
Se han cerrado temporalmente establecimientos como una sauna gay en Madrid o un local de tatuajes en San Fernando (Cádiz) con motivo de brotes de viruela del mono.

### Estigmatización del colectivo LGBT
Varios expertos han expresado su preocupación por la estigmatización de las personas LGBT en relación con el brote de viruela del mono, comparándose con la estigmatización del VIH.
En junio de 2022, la fiscalía de Valencia abrió una investigación sobre una publicación sobre el brote de viruela del mono del partido político de extrema derecha España 2000 titulada "El ChuecaVirus-22" (haciendo referencia al barrio madrileño de Chueca), con comentarios homófobos, "despectivos y humillantes" contra el colectivo LGTBI y su relación con la viruela del mono, que podría constituir un discurso de odio contra el colectivo LGBT.

### Transmisión a otros países
Dinamarca, Argentina y Eslovenia refirieron viajes a España de los primeros positivos que detectaron e Italia los refirió más concretamente a las Islas Canarias. El primer contagiado en Alemania fue un hombre de 26 años originario de Brasil, que llegó a Múnich después de pasar por España y Portugal.

## Casos por comunidad autónoma
En la siguiente tabla se muestra el número de casos por comunidad autónoma a fecha de 17 de agosto:
| Andalucía            | 674  | 1 |   |         |   |   |
| Aragón               | 56   | - |   |         |   |   |
| Asturias             | 55   | - |   |         |   |   |
| Baleares             | 156  | - |   |         |   |   |
| Canarias             | 137  | - |   |         |   |   |
| Cantabria            | 27   | - |   |         |   |   |
| Castilla-La Mancha   | 42   | - |   |         |   |   |
| Castilla y León      | 55   | - |   |         |   |   |
| Cataluña             | 1786 | - |   |         |   |   |
| Ceuta                | 0    | - |   |         |   |   |
| Comunidad Valenciana | 377  | 1 |   |         |   |   |
| Extremadura          | 25   | - |   |         |   |   |
| Galicia              | 87   | - |   |         |   |   |
| Comunidad de Madrid  | 2094 | - | 1 | Melilla | 0 | - |
| Región de Murcia     | 36   | - |   |         |   |   |
| Navarra              | 13   | - |   |         |   |   |
| País Vasco           | 172  | - |   |         |   |   |
| La Rioja             | 4    | - |   |         |   |   |
| Total                | 5792 | 2 |   |         |   |   |